# Крамер, Уэйн
Уэйн Крамер (англ. Wayne Kramer, род. 26 мая 1965 года, Йоханнесбург, ЮАР) ― американский кинорежиссер и сценарист.

## Карьера
Первой работой Крамера в качестве режиссера стал фильм «Blazeland», который так и не был завершен. Он прокомментировал, что этот процесс был для него абсолютным кошмаром от начала до конца и что он не планирует заканчивать или выпускать этот фильм. Его первой успешной работой стал фильм «Тормоз». Он был выбран для участия в конкурсе на кинофестивале Сандэнс в 2003 году. Позже в том же году он получил награду от Национального совета кинокритиков США. Год спустя фильм был номинирован на премию Спутник и премию Эдгара Аллана.
В 2006 году Крамер снял боевик «Беги без оглядки» для New Line Cinema. В фильме снялись Пол Уокер и Кэмерон Брайт. Хотя фильм не стал успешным в прокате, он стал прибыльным на DVD.
Крамер снял фильм «Хроники ломбарда», который вышел в прокат 12 июля 2013 года.

## Фильмография
- «Blazeland» (1992)
- «Тормоз» (2003)
- «Охотники за разумом» (2004)
- «Беги без оглядки» (2006)
- «This Film Is Not Yet Rated» (2006)
- «Переправа» (2009)
- «Хроники ломбарда» (2013)
- «Пойман на краже» (2013)
- «Экстазия» (2017)